# Procesión del Santísimo Rosario del Dolor (Valladolid)
La Procesión del Santísimo Rosario del Dolor es una procesión de la Semana Santa de Valladolid que se desarrolla en la tarde del Lunes Santo y en la que participan seis cofradías, cada una portando un paso, representando los Misterios Dolorosos del Rosario: la Oración en el Huerto, el Azotamiento del Señor, la Coronación de Espinas, el Camino al Calvario y la Muerte del Señor, y el Dolor de la Virgen.

## Pasos
- Primer misterio: La Oración del Huerto (Andrés de Solanes, 1629), Cofradía Penitencial de La Oración del Huerto y San Pascual Bailón).
- Segundo misterio: El Señor Atado a la Columna (Gregorio Fernández, 1619), Hermandad Penitencial de Nuestro Padre Jesús atado a la Columna.
- Tercer misterio: Ecce-Homo (Gregorio Fernández, 1620), Hermandad del Santo Cristo de los Artilleros.
- Cuarto misterio: Camino del Calvario (Gregorio Fernández, 1614; la imagen de Cristo es obra de Pedro de la Cuadra, 1620), Cofradía Penitencial del Santísimo Cristo Despojado, Cristo Camino del Calvario y Nuestra Señora de la Amargura).
- Quinto misterio: todo está consumado (Cristo, anónimo de mediados del siglo XVII; la Virgen, San Juan y María Magdalena, de seguidores de Gregorio Fernández, probablemente Francisco Díaz de Tudanca, hacia 1650), Cofradía de las Siete Palabras).
- Virgen Dolorosa: Nuestra Señora de la Vera Cruz (Gregorio Fernández, 1623), Cofradía Penitencial de la Santa Vera Cruz).

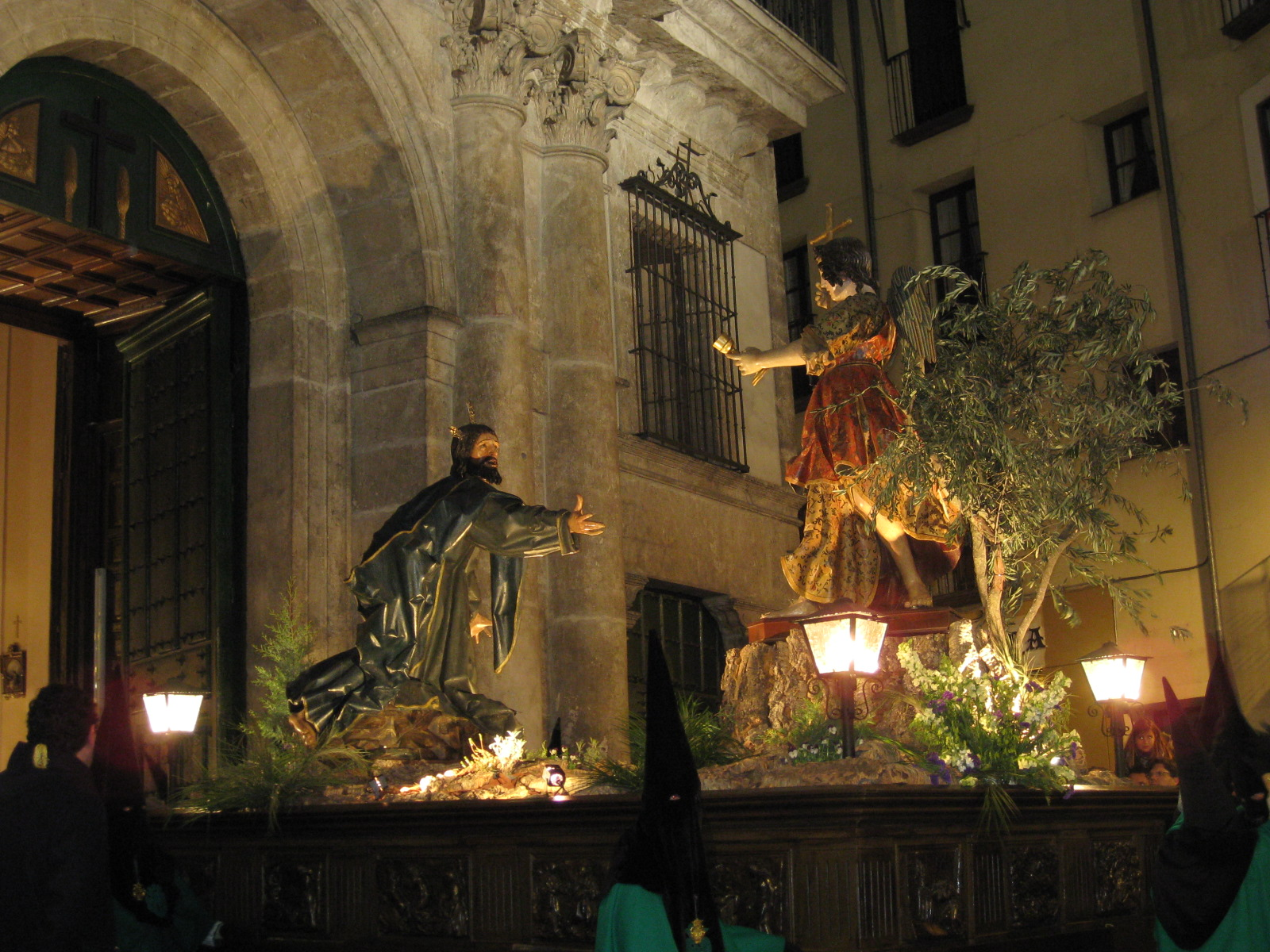
La oración del huerto.
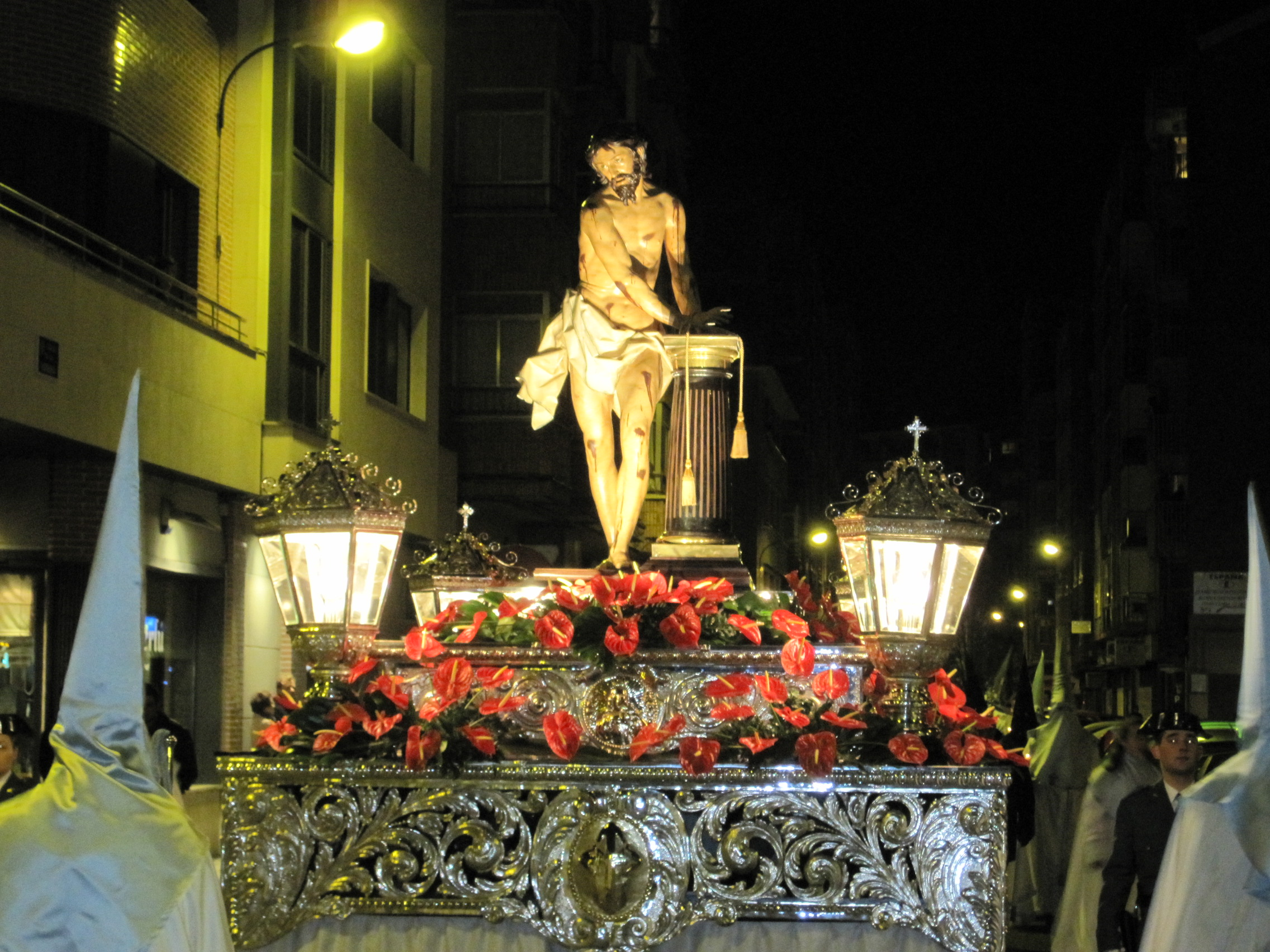
El Señor Atado a la Columna.
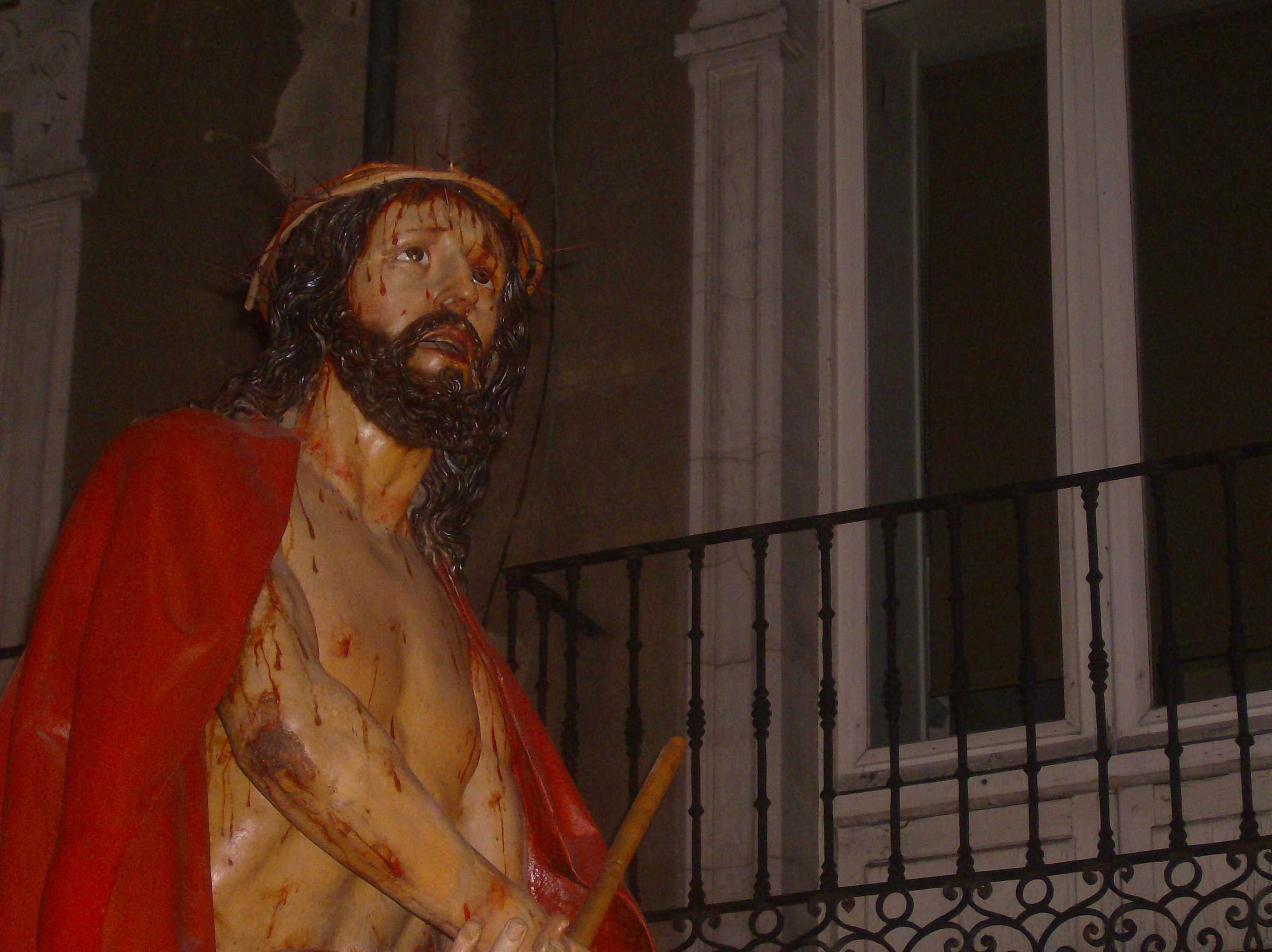
Ecce-Homo.
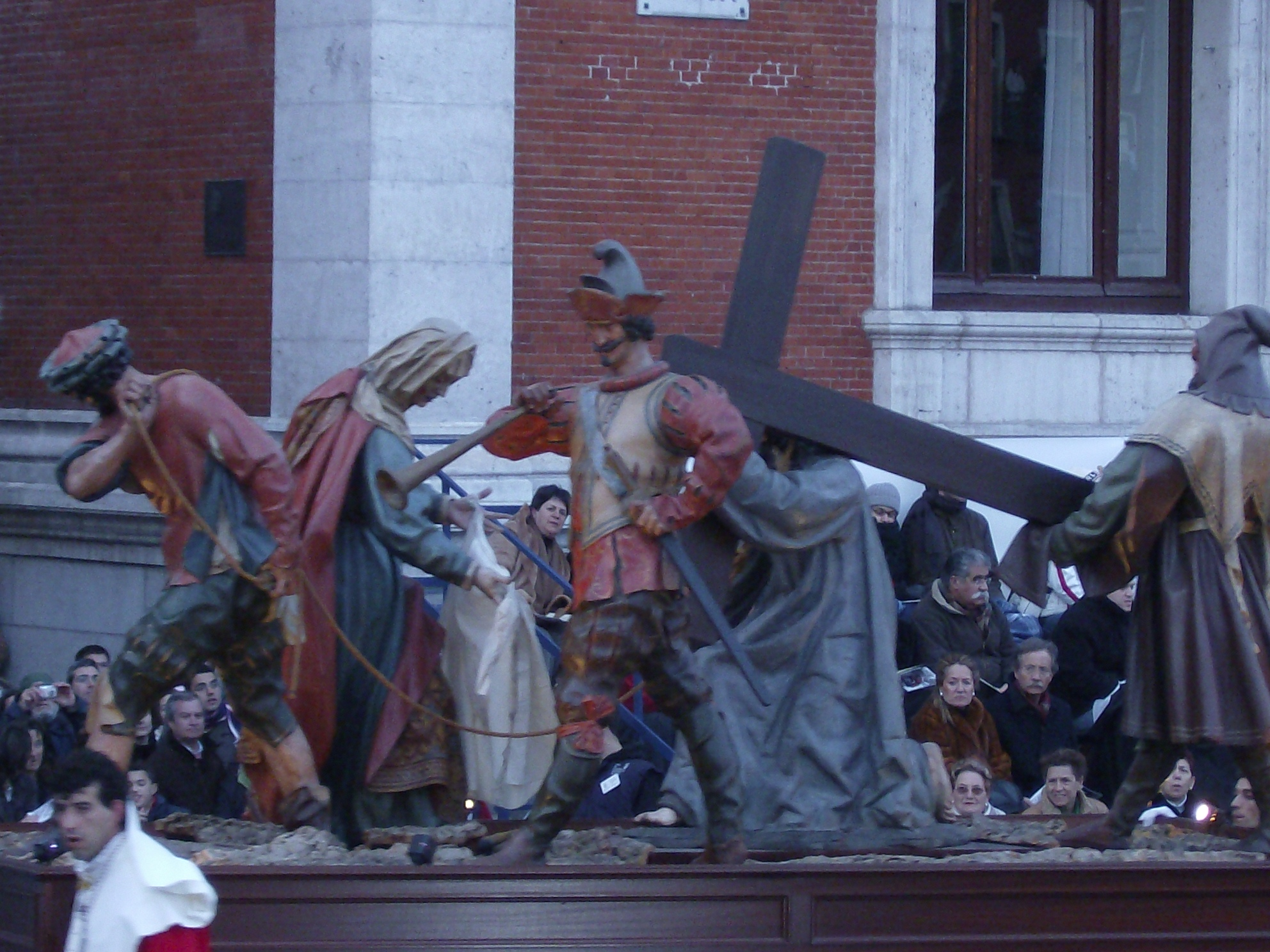
Camino del Calvario.
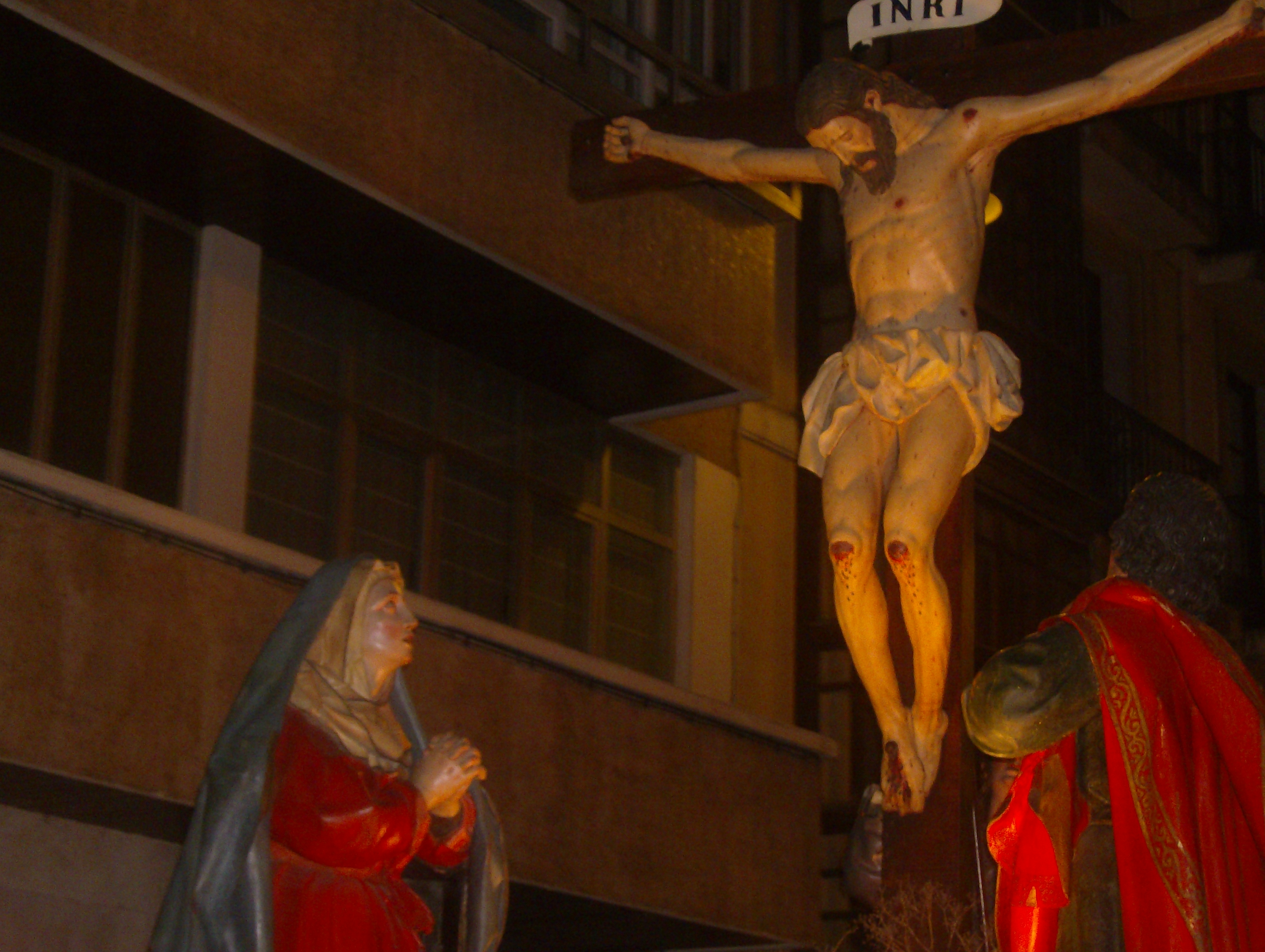
Sexta palabra. "Todo está consumado"

## Recorrido
Parte de la Iglesia Penitencial de la Santa Vera Cruz a las ocho y media de la tarde, Platerías, Plaza del Ochavo, Lonja, Lencería, Plaza Mayor (por delante de la Casa Consistorial), Ferrari, Plaza de Fuente Dorada, Cánovas del Castillo, Catedral, Plaza de Portugalete (por el lateral de la Catedral), Echegaray, Angustias y Plaza de San Pablo, donde se procederá al rezo de los Misterios Dolorosos del Rosario y las Letanías de la Santísima Virgen. Concluido el rezo, se cantará la Salve Popular, y se reanudará la procesión por Angustias, Plaza de la Libertad, Bajada de la Libertad y Plaza de Fuente Dorada, donde se dará por finalizada la procesión.